# Mecranium septentrionale
Mecranium septentrionale är en tvåhjärtbladig växtart som beskrevs av James Dan Skean. Mecranium septentrionale ingår i släktet Mecranium och familjen Melastomataceae. Inga underarter finns listade i Catalogue of Life.